# Ортханк

Башня Ортханка в центре крепости Изенгард (кадр из фильма «Властелин колец: Две крепости»)

Ортханк (корректно — О́ртанк; синд. Orthanc) — топоним из трилогии «Властелин колец» Дж. Р. Р. Толкина. Точное произношение топонима — [’оrθank] (с межзубным глухим, как в англ. think, с ударением на первом слоге). Многие переводчики «Властелина колец» предпочли двухсложное чтение Ортханк, хотя встречаются также варианты Орфанк (перевод М. В. Каменкович, В. Каррика) и Ортанк (перевод «Властелина колец» А. А. Грузберга, переводы С. Б. Лихачёвой, например, «Сильмариллиона»).
Впервые крепость упоминается в первой книге в главе «Совет у Элронда», где Гэндальф рассказывает о своём заточении у Сарумана, а также о самом Ортханке.
В переводе с эльфийского название означает «клык-гора», а с языка Рохана название переводится примерно как «изощрённый разум».

## История

### Месторасположение и история создания
Одна из башен Гондора, находившаяся в Изенгарде. Крепость была построена нуменорцами во Вторую Эпоху Средиземья. По преданию, Ортханк был высечен из единого куска камня (который, в свою очередь, был искусственно сделан из четырёх больших камней) и являлся неразрушимым (даже энты не смогли нанести башне никакого вреда, хотя они с лёгкостью могли разрушить прочнейшую каменную стену). Вход в Ортханк был только один — через главную лестницу. Высота башни составляла приблизительно 150 метров.

### В Третью Эпоху

Ортханк. Рисунок Дж. Р. Р. Толкина

В 2759 году Третьей Эпохи башня вместе со всей Изенгардской крепостью была передана во владение магу Саруману наместником Гондора Береном после роханско-дунландской войны; с того времени Изенгард получил ещё одно название — Нан Курунир (Долина Сарумана).
В последние века Третьей Эпохи Средиземья Саруман, проживая в башне, стал пользоваться её палантиром для выяснения планов Саурона, но Тёмный Властелин сам затмил его разум. Вглядываясь в палантир Саруман не заметил, как через камень Саурон наблюдал за ним самим и в итоге поработил его. Из Ортханка Саруман управлял армией урук-хай во время атак на Рохан. После поражения полчищ урук-хай при битве за Хельмову Падь Изенгард был разрушен армией энтов во главе с Древобородом, а Саруман и его разоблачённый в Рохане агент Грима были блокированы в башне. Позже энты отпустили их, забрав ключи от Ортханка, и с тех пор башня стояла необитаемой посреди рукотворного озера, затопившего Изенгард после его падения. Также энты поклялись больше никогда не пускать врагов в Ортханк, насадив вокруг него лес, названный Дозорным Лесом.
Фильм Питера Джексона «Властелин колец: Две крепости» имеет отличия от сюжета книги Дж. Р. Р. Толкина. В фильме Саруман падает с Ортханка и погибает.

### В Четвёртую Эпоху
Во дни Четвёртой Эпохи башня вновь перешла под контроль Гондора. Король Элессар приказал провести там поиски, во время которых были найдены Элендилмир (Звезда Арнора) и прочие реликвии королевского дома Элендила, которые говорили о том, что Саруман нашёл (и, вероятно, уничтожил) останки Исильдура. Также в Ортханке была найдена шкатулка, которая, вероятнее всего, предназначалась для хранения Кольца Всевластия.